# ブラウン・バニー
『ブラウン・バニー』（原題：The Brown Bunny）は2003年のアメリカ合衆国の映画。ヴィンセント・ギャロの第二回監督作品である。

## あらすじ
バイクレーサーのバド・クレイは、カリフォルニアのレース会場へ向かう道中、元恋人であるデイジーの母親が住む家に立ち寄った。
その家でバドはデイジーと付き合っていたころに飼われていたうさぎを目にする。
その後、彼は様々な女性との出会いを繰り返し、ついにはかつてデイジーと一緒に暮らしていた家を訪れる。

## キャスト
※括弧内は日本語吹替（DVD未収録）
- バド・クレイ - ヴィンセント・ギャロ（西凜太朗）
- デイジー - クロエ・セヴィニー（斎藤恵理）

## スタッフ
- 監督・製作・脚本・撮影・編集・衣装・メイク：ヴィンセント・ギャロ
- 照明：オザワ・トシアキ
- 音楽：ヴィンセント・ギャロ、テッド・カーソン、ジェフ・アレクサンダー、ゴードン・ライトフット、ジャクソン・C・フランク、マティス・アッカルド・カルテット

## 評価
本作は第56回カンヌ国際映画祭コンペティション部門に正式出品され、観客のあいだで賛否両論の大論争を巻き起こした。映画評論家のロジャー・イーバートは「史上最悪の映画」と酷評した。